# Microurania minima
Microurania minima — вид терапсид родини Microuraniidae, що існував протягом пермського періоду. Відомий лише по черепу, завдовжки 5 см, що був знайдений поблизу міста Оренбург в Росії. Вид, ймовірно, був всеїдним. Тварина мала великі очі та добре розвинені носові пазухи, отже можна припустити, що це була нічна істота. Загальна довжина тіла сягала близько 30 см.